# Crotalaria passerinoides
Crotalaria passerinoides är en ärtväxtart som beskrevs av Paul Hermann Wilhelm Taubert. Crotalaria passerinoides ingår i släktet sunnhampor, och familjen ärtväxter. Inga underarter finns listade i Catalogue of Life.